# Matthew Moorhouse
Matthew Moorhouse (* 1813 in Großbritannien; † 29. März 1876 in Bartagunyah bei Melrose in South Australia, Australien) war ein praktischer Arzt, Beamter und Milchbauer. Medizin hatte er in London studiert. Er kam im Juni 1839 nach Australien und ließ sich an der Encounter Bay nieder, wo er als erster Europäer Land kultivierte.
Er wurde zum ersten Protector of Aborigines in South Australia ernannt. Als Protector of Aborigines hatte die Landinteressen der Aborigines wahrzunehmen, Vereinbarungen zwischen den Siedlern und Aborigines zu überwachen, Streit zu schlichten oder Rechtsverstöße vor Gericht zu bringen. Vor allem sollte er auch die Aborigines zum Christentum missionieren. Bei der Interessenwahrnehmung für die Aborigines geriet manchmal in Konflikt mit der Regierung und den Kolonisten, was ihm die Hochachtung der Aborigines und mancher Siedler einbrachte.
Moorhouse war Mitglied der Adelaide Philosophical Society und deren Vizepräsident im Jahr 1853. Er war auch ein führendes Mitglied der Literary Association wie auch der Statistical Society und wurde 1841 zum Friedensrichter ernannt. In 1849 setzte er sich für den Bau der Eisenbahn nach Port Adelaide ein.
Am 4. Januar 1842 heiratete er Mary Ruth Kilner in Adelaide, mit der er drei gemeinsame Kinder hatte.
1856 kehrte Moorhouse nach Großbritannien zurück, wo er Einwanderer nach South Australien anwarb. Nach dieser Tätigkeit reiste er durch Nordamerika und untersuchte das dortige Bildungssystem. Als er nach Australien zurückkehrte, dankte er als Protector ab und wurde in den Stadtrat von Adelaide und 1860 ins House of Assembly gewählt und arbeitete für die britische Krone. 1862 trat er von seinen Ämtern zurück und wurde Milchbauer.
Nach einer ernsthaften Erkrankung starb er 1876.